# Medaglia di servizio per la mobilitazione della Bassa Austria
La medaglia di servizio per la mobilitazione della Bassa Austria è una medaglia creata dall'imperatore Francesco II il 7 settembre 1797.

## Storia
La medaglia fu istituita per ricompensare quanti avessero risposto alla chiamata alla mobilitazione per emergenza nazionale da parte del conte Saurau, presidente del governo della Bassa Austria.
I volontari furono inquadrati in una sorta di corpo franco, la Landesstande.
La medaglia era prevista in tre tipologie: per gli alti ufficiali in oro, per gli ufficiali e sottoufficiali in argento (dimensione grande), per i soldati in argento (dimensione piccola) e per i non combattenti in ferro nero; quest'ultima non è mai stata assegnata.

## Insegna
La medaglia consiste in un disco d'argento recante, al dritto, il busto laureato dell'imperatore Francesco II a destra, con legenda FRANZ II • ROM • KAI • ERZHERZOG ZU OESTERREICH; al rovescio una corona d'alloro racchiude la legenda DEN | BIEDEREN | SOEHNEN | OESTERREICHS | DES | LANDESVATERS | DANK | MDCCXCVII.
Nastro: bipartito, bianco e rosso.